# Bertha Sánchez
Bertha Oliva Sánchez Rivera, née le 4 novembre 1978 à Betania, est une athlète colombienne spécialiste des courses de fond.

## Biographie

### Palmarès
| Année | Compétition                                      | Lieu                 | Place | Épreuve         | Performance    |
| ----- | ------------------------------------------------ | -------------------- | ----- | --------------- | -------------- |
| 1995  | Championnats d'Amérique du Sud                   | Manaus               | 3e    | 5 000 m         | 16 min 49 s 58 |
| 1998  | Jeux d'Amérique centrale et des Caraïbes         | Maracaibo            | 3e    | 5 000 m         | 16 min 51 s 89 |
| 1999  | Championnats d'Amérique du Sud                   | Bogota               | 1re   | 1 500 m         | 4 min 35 s 72  |
| 1999  | Championnats d'Amérique du Sud                   | Bogota               | 2e    | 5 000 m         | 17 min 02 s 89 |
| 1999  | Jeux panaméricains                               | Winnipeg             | 2e    | 5 000 m         | 15 min 59 s 04 |
| 2002  | Championnats ibéro-américains                    | Guatemala            | 3e    | 3 000 m         | 9 min 34 s 99  |
| 2002  | Jeux d'Amérique centrale et des Caraïbes         | Salvador             | 3e    | 1 500 m         | 4 min 27 s 75  |
| 2002  | Jeux d'Amérique centrale et des Caraïbes         | Salvador             | 2e    | 5 000 m         | 16 min 39 s 23 |
| 2003  | Jeux panaméricains                               | Saint-Domingue       | 3e    | 10 000 m        | 33 min 56 s 17 |
| 2005  | Championnats d'Amérique du Sud                   | Cali                 | 1re   | 5 000 m         | 16 min 47 s 03 |
| 2005  | Championnats d'Amérique du Sud                   | Cali                 | 1re   | 10 000 m        | 34 min 34 s 40 |
| 2006  | Championnats ibéro-américains                    | Ponce                | 3e    | 3 000 m         | 9 min 19 s 04  |
| 2006  | Championnats ibéro-américains                    | Ponce                | 1re   | 5 000 m         | 16 min 10 s 32 |
| 2006  | Jeux d'Amérique centrale et des Caraïbes         | Carthagène des Indes | 1re   | 5 000 m         | 16 min 17:13   |
| 2006  | Championnats d'Amérique du Sud                   | Tunja                | 1re   | 5 000 m         | 17 min 16 s 39 |
| 2006  | Championnats d'Amérique du Sud                   | Tunja                | 1re   | 10 000 m        | 37 min 36 s 16 |
| 2006  | Championnats d'Amérique du Sud                   | Tunja                | 1re   | 3 000 m steeple | 10 min 48 s 44 |
| 2007  | Championnats d'Amérique du Sud                   | São Paulo            | 3e    | 5 000 m         | 16 min 21 s 17 |
| 2007  | Championnats d'Amérique du Sud                   | São Paulo            | 3e    | 10 000 m        | 34 min 23 s 89 |
| 2008  | Championnats d'Amérique centrale et des Caraïbes | Cali                 | 2e    | 5 000 m         | 16 min 43 s 82 |
| 2008  | Championnats d'Amérique centrale et des Caraïbes | Cali                 | 1re   | 10 000 m        | 35 min 16 s 36 |

#### National
- 1 500 m : 7 titres (1995, 1996, 1998, 1999, 2001, 2002, 2003)
- 5 000 m : 9 titres (1995, 1997-1999, 2001-2005)
- 10 000 m : 4 titres (2002, 2003, 2005, 2006)
- Semi-marathon : 1 titre (2005)
- 3 000 m steeple : 2 titres (2001, 2006)

### Records
| Épreuve  | Performance    | Lieu           | Date            |
| -------- | -------------- | -------------- | --------------- |
| 1 500 m  | 4 min 20 s 31  | La Havane      | 14 mai 1999     |
| 3 000 m  | 9 min 19 s 04  | Ponce          | 27 mai 2006     |
| 5 000 m  | 15 min 49 s 97 | Rio de Janeiro | 27 juillet 2007 |
| 10 000 m | 33 min 56 s 17 | Saint-Domingue | 8 août 2003     |